# Sniper Elite: Resistance
Sniper Elite: Resistance je taktická střílečka z pohledu třetí osoby, kterou vyvinula a vydala společnost Rebellion Developments. Hra je pokračováním série Sniper Elite a byla vydána 30. ledna 2025 pro PlayStation 4, PlayStation 5, Windows, Xbox One a Xbox Series X/S.

## Příběh
Hra se odehrává v roce 1944 během hry Sniper Elite 5. Hlavní postavou videohry je agent SOE Harry Hawker, který operuje v týlu nacisty okupované Francie s cílem odhalit a zničit nacistický výzkum tajné zbraně s názvem "Wunderwaffe".

## Vývoj
Podle tvůrců je hra přibližně stejně velká jako Sniper Elite 5. Hra si zachovala stejné herní systémy, tým však přidal některé nové prvky, jako například nový typ granátu a nový režim založený na měření času. Zatímco hra Sniper Elite 5 obsahovala aktualizace odehrávající se ve Vichistické Francii, tým se rozhodl vytvořit samostatnou hru odehrávající se v této lokaci. "Spy Academy", úroveň ve hře Sniper Elite 5, která získala pochvalné kritiky, slouží jako inspirace pro designéry úrovní v této hře.

## Vydání
Hra byla oficiálně oznámena v srpnu 2024 na veletrhu Gamescom. Dne 30. ledna 2025 byla vydána pro PlayStation 4, PlayStation 5, Windows, Xbox One a Xbox Series X/S. Při uvedení na trh byla bez dalších poplatků zpřístupněna předplatitelům PC Game Pass a Xbox Game Pass Ultimate.